# Шония, Вальтер Александрович
Ва́льтер Алекса́ндрович Шо́ния (род. 22 марта 1936) — советский и российский дипломат. Чрезвычайный и полномочный посол (1992).

## Биография
Окончил МГИМО и Дипломатическую академию МИД СССР. 
На дипломатической работе с 1964 года.
- В 1964—1975 годах — сотрудник Отдела стран Среднего Востока МИД СССР, Посольства СССР в Турции, генерального консульства СССР в Стамбуле.
- В 1980—1986 годах — первый секретарь Отдела стран Среднего Востока МИД СССР, советник Посольства СССР в Лаосе, слушатель Курсов усовершенствования руководящих дипломатических работников при Дипломатической академии МИД СССР, советник Отдела стран Среднего Востока МИД СССР.
- В 1986—1988 годах — эксперт Отдела стран Среднего Востока МИД СССР.
- В 1988—1992 годах — советник-посланник Посольства СССР/России в Турции.
- С 2 марта 1992 по 25 июня 1995 года — чрезвычайный и полномочный посол Российской Федерации в Азербайджане[1][2].
- С 18 марта 1992 по 12 октября 1992 года — руководитель делегации России на переговорах с Азербайджаном по вопросам двусторонних отношений, представляющим взаимный интерес в политической, военной, экономической, социальной и гуманитарной областях[3][4].

## Дипломатический ранг
- Чрезвычайный и полномочный посол (18 марта 1992)[5].

## Семья
Женат, имеет двоих детей.